# Benz Spider
Benz Spider — легковой двухместный автомобиль, разработанный немецкой компанией Benz & Cie. в 1900 году. Пришёл на смену модели Benz Dos-à-Dos. В варианте с 4 посадочными местами автомобиль позже продавался как Benz Tonneau.

## История
Модель Benz Spider была представлена в 1900 году. На автомобиль устанавливался оппозитный двухцилиндровый двигатель, который располагался в передней части кузова. Рабочий объём силового агрегата составлял 2690 куб. см. (диаметр цилиндра х ход поршня равнялись 120 мм и 120 мм соответственно), а мощность — 10 л.с. (7,4 кВт) при 920 оборотах в минуту. На автомобиль устанавливались деревянные спицевые колёса с пневматическими шинами, а в конструкции шасси присутствовали листовые рессоры. Для управления крутящим моментом двигателя применялась 4-ступенчатая механическая коробка передач с промежуточным валом и задним ходом, которая соединялась при помощи цепей с задними колёсами. Максимальная скорость модели составляла 40—45 км/ч.
В 1901 году произошла смена кузова автомобиля.